# 圧密

圧密された土は、ロスコー面上の応力径路を通り限界状態に至る

土の圧密（あつみつ、英語: consolidation）とは、粘土地盤の上に荷重がかかることによって間隙水がしぼり出され、時間の経過とともに土の体積が収縮（地盤沈下）していく現象をいう。

## 詳細
次のようなプロセスをたどる。
1. 載荷（荷重p）の瞬間、間隙水圧の上昇分Δuは一旦、pそのものとなる。
2. 時間の経過とともに、有効応力σ'に負担されていき、σ'＞0、Δu＜pとなる。その間、間隙水は排水され、そのぶん体積が収縮していく。
3. 最終的に、pのすべてをσ'が転換されることになり、そこで圧密は止まる。

この現象は、「ばねで支えられ、孔のあいたピストンで、容器に入った水を押す」というモデルでよく表現される。
盛土や構造物などの荷重により、地盤が圧密を受けて生じる圧密沈下は、しばしば不等沈下の原因となり、軟弱地盤を利用する際に重大な問題として直面する。
上載荷重によるものの他にも、
- 沈殿による圧密
- 地下水くみ上げによる圧密

がある。